# Wilma van den Berg
Wilhelmina Catharina Maria Martina (Wilma) van Gool-van den Berg (Uden, 11 augustus 1947) is een Nederlandse voormalige sprintster.
Van den Berg won in 1969 een zilveren medaille op de Europese kampioenschappen in Athene op de 100 m in 11,7 s en een bronzen medaille op de Europese indoorkampioenschappen van 1970 in Wenen op de 60 m in 7,5. Het bekendst is zij echter van haar aandeel in de prestaties van de Nederlandse 4 x 100 m vrouwenestafetteploeg, die op de Olympische Spelen van Mexico-Stad in 1968 een nipte vierde plaats behaalde, na in de serie een wereldrecord te hebben gelopen.

## Biografie

### Eerste jaren
Wilma van den Berg kwam pas op zestienjarige leeftijd in aanraking met atletiek. Op de sportdagen van haar middelbare school, het Zwijsen College in Veghel, won zij alles waaraan zij deelnam. "Er waren een paar jongens die lid waren van De Keien en vroegen of ik eens kwam kijken. Ik was meteen verkocht en ben lid geworden." Daar bleek al gauw haar bijzondere aanleg voor de sprint. Na enkele juniorwedstrijden liep Wilma van den Berg op de 100 m al een tijd van 11,6. Ter vergelijking: het Nederlandse record stond toen sinds 1948 op 11,5, gevestigd door Fanny Blankers-Koen en daarna in 1956 slechts eenmaal geëvenaard door Puck van Duyne-Brouwer. Wilma’s naam was direct gevestigd. Prompt werd zij opgenomen in de selectie voor de nationale 4 x 100 m estafetteploeg, die vanaf 1967 werd klaargestoomd voor de Olympische Spelen in 1968 in Mexico. "Tijdens de trainingen werd veel op wisseltechniek en reactievermogen getraind." Trainer was toen Wil Westphal.

### Mexico 1968
Het verhaal van de estafetteploeg is bekend. In Mexico wonnen Wilma van den Berg, Mieke Sterk, Truus Hennipman-Cruiming en Corrie Bakker hun serie in 43,4, een evenaring van het wereldrecord dat de Amerikaanse ploeg even daarvoor had gelopen. De volgende dag werden de Amerikaanse vrouwen met 42,8 alleen wereldrecordhouders. Nederland herhaalde het kunststukje van de series en liep opnieuw 43,4 (later omgezet in een elektronische 43,44), dezelfde tijd waarmee de Sovjet-Russische ploeg met neuslengte verschil brons veroverde.
Nadat deze tijd eerder in 2011 tijdens de wereldkampioenschappen in Daegu door een Nederlands estafetteteam al eens was geëvenaard, werd ten slotte in 2012 de beste Nederlandse prestatie ooit door Janice Babel, Kadene Vassell, Eva Lubbers en Jamile Samuel teruggebracht tot 42,90, waarmee er na bijna 44 jaar een eind kwam aan het bestaan van dit oudste nationale record.
In Mexico nam Wilma van den Berg ook nog deel aan de individuele sprintnummers. Op de 100 m reikte zij tot de halve finales, waarin zij met 11,8 zevende werd, na in de kwartfinale met 11,4 (vanwege te veel rugwind niet erkend als record) derde te zijn geworden. Op de 200 m werd zij met 23,5 reeds in de series uitgeschakeld.

### München 1972
Vier jaar later was Wilma van den Berg, die in die tussentijd op 19 november 1971 in de echt was getreden met Paul van Gool, ook present bij de Olympische Spelen van München. Op de 100 m kwam zij met 11,47 tot de kwartfinales. Op de 200 m drong zij met 23,22 door tot de halve finale. Daarna besloot zij, na de dramatische gebeurtenissen rond de Israëlische ploeg op 5 en 6 september 1972 in het olympische dorp, zich terug te trekken. "Ik was echt verbaasd dat de Spelen doorgingen. The show must go on. Wij wijken niet voor terreur kregen we te horen. Ik kon mezelf niet indenken dat ik lekker zou inlopen om vervolgens in het startblok te gaan zitten voor de halve finale." Ook in 1996, bijna vijfentwintig jaar later, heeft Van Gool geen enkele spijt van haar beslissing om te vertrekken. "Het is maar sport, hoor," aldus Wilma van Gool-van den Berg.

### Kampioenschappen en records
Van 1967 tot 1976 heeft Wilma van Gool-van den Berg nadrukkelijk haar stempel gedrukt op de vrouwensprint in Nederland. In die periode was zij op de 100 m de te kloppen sprintster. Op dit nummer veroverde zij in die periode zeven nationale titels. Bovendien was uitsluitend zij het die, na een eerste evenaring in 1967 van de 11,5 van Blankers-Koen en Brouwer, het nationale record stapje voor stapje terugbracht tot 11,1 in 1972. Met deze laatste tijd was zij dat jaar slechts een tiende verwijderd van het toenmalige wereldrecord en stond ze ermee op de wereldranglijst op een gedeelde vierde plaats.
Op de 200 m deed ze het in genoemde periode met zes nationale titels nauwelijks minder. Ook hier begon ze in 1967 met een evenaring van een record van Fanny Blankers-Koen, die al in 1952 23,9 had gelopen. Slechts Truus Hennipman was, in hetzelfde jaar waarin Wilma van den Berg dit deed, eerder tot eenzelfde prestatie gekomen. Vervolgens werd het via 23,8 in 1967, na de 23,6 van Mieke Sterk en de 23,3 van Corrie Bakker in 1968, eerst 23,1 in 1969 en ten slotte 23,0 in 1972.
Beide records staan als de laatste handgeklokte prestaties te boek. Daarna werd overgeschakeld op elektronische tijdwaarneming. Pas begin jaren tachtig slaagde Els Vader erin om de records van Wilma van den Berg te verbeteren.
Op de 60 m indoor werd Van den Berg driemaal nationaal kampioene. Hierbij moet worden aangetekend dat de indooratletiek in die tijd, zeker in Nederland, nog maar net van de grond was gekomen. Des te opmerkelijker was haar bronzen plak bij de EK indoor in Wenen in 1970. Het was de eerste Nederlandse medaille op een groot internationaal indoorkampioenschap.

### Vrienden van de KNAU
Wilma van Gool-van den Berg mag dan degene zijn geweest die de sprintrecords van Fanny Blankers-Koen definitief heeft verbeterd, het respect voor de prestaties van haar grote voorgangster is altijd gebleven. "Het heeft lang geduurd voordat ik de tijden van Fanny uit de boeken liep, maar zelfs nu nog zijn haar persoonlijke records uit 1948 van grote klasse. Zij was in de tijd dat ik als junior mee ging naar grote wedstrijden mijn voorbeeld. In 1965 en 1966 heb ik ook nog onder haar getraind in Amsterdam. Ik kwam dan met de trein uit Den Bosch en werd dan keurig heen en weer naar het Olympiaplein gereden met haar auto."
Na haar actieve atletiekloopbaan vervulde Wilma van Gool-van den Berg jarenlang een secretariaatsfunctie bij de Vereniging Vrienden van de K.N.A.U.. Deze vereniging bestaat sinds 1951 en telt tegenwoordig ruim 300 leden, van olympiagangers tot ex-kampioenen en voormalige atletiekbestuurders. Doel van de vereniging is het onderhouden van contacten tussen de leden en het bevorderen van de onderlinge vriendschap door middel van het organiseren van jaarlijkse bijeenkomsten.
Van Gool-van den Berg fungeerde ook vele malen als teamleider bij interlands voor masters, toentertijd nog getiteld veteraneninterlands.

## Nederlandse kampioenschappen
Outdoor
| Onderdeel | Jaar                                     |
| --------- | ---------------------------------------- |
| 100 m     | 1967, 1969, 1970, 1971, 1972, 1974, 1976 |
| 200 m     | 1967, 1969, 1970, 1971, 1972, 1976       |

Indoor
| Onderdeel | Jaar             |
| --------- | ---------------- |
| 60 m      | 1970, 1972, 1973 |

## Persoonlijke records
| Onderdeel | Prestatie | Datum            | Plaats  |
| --------- | --------- | ---------------- | ------- |
| 100 m     | 11,43 s   | 1 september 1972 | München |
| 200 m     | 23,22 s   | 4 september 1972 | München |

## Nederlandse records
| Afstand | Tijd  | Datum |
| ------- | ----- | ----- |
| 100 m   | 11,5  | 1967  |
| 100 m   | 11,5  | 1968  |
| 100 m   | 11,4  | 1969  |
| 100 m   | 11,4  | 1969  |
| 100 m   | 11,4  | 1970  |
| 100 m   | 11,2  | 1970  |
| 100 m   | 11,1  | 1972  |
| 200 m   | 23,9  | 1967  |
| 200 m   | 23,8  | 1967  |
| 200 m   | 23,1  | 1969  |
| 200 m   | 23,0  | 1972  |
| 200 m   | 23,22 | 1972  |

## Onderscheidingen
- KNAU-atlete van het jaar - 1969
- Unie-erekruis in goud van de KNAU - 1976
- KNAU-lid van Verdienste - 2008[7]